# Recinto amurallado de Solsona
El recinto amurallado de Solsona es una obra del siglo XIV situada en la población de Solsona perteneciente a la comarca catalana del Solsonés en la provincia de Lérida. Es una edificación de murallas y portales góticos incluida en el Inventario del Patrimonio Arquitectónico de Cataluña y protegida como Bien Cultural de Interés Nacional.

## Descripción
Queda un buen trozo de muralla, sobre todo en la parte del Vall Calent, con algunas torres y los antiguos portales de Torá, del Puente , de Llobera y del Castillo. La parte antigua de las murallas es del siglo XIV. El conjunto arquitectónico está formado por los restos que quedan de las murallas que cerraban la ciudad; una parte en el Vall Calent, restaurada y con una construcción moderna encima, otra parte se encuentra en el Vall Fred, que sirve de pared a una terraza y una tercera parte está en la carretera de Bassella, realizadas en piedra y cal tienen un espesor de dos metros y con sillares irregulares cortados a golpes de mazo. Según documentos antiguos, esta muralla tenía dieciséis metros de altura. Las murallas configuraron Solsona en la forma triangular que ha conservado hasta ahora, con el castillo de El Campo en el vértice de poniente, el monasterio en el ángulo sureste y la Torre Grossa en el ángulo opuesto. Tenía veintiuna torres y nueve portales.
De los nueve portales que tenía la antigua muralla quedan dos. Uno está situado al final del calle de Llobera y recibe el nombre del Portal de Llobera, el otro se encuentra situado al final de la calle Castillo y se llama Portal del Castillo. Son prácticamente iguales, dos grandes arcos de medio punto y gruesas dovelas sin decoración. Sobre el del Castillo estaba el antiguo Castillo de Solsona, hoy colegio de la Compañía de María. Sobre el Portal de Llobera, por la parte interior, mirando hacia la calle, se construyó una pequeña capilla dedicada a Santa Ana.
Quedan dos torres medievales que formaban parte de la antigua muralla. Estas torres están hechas de piedra y cal, de 2 metros de espesor y unos 16 metros de altura, muy bien construidas, se encuentran coronadas con almenas. Actualmente están adosadas a casas de la ciudad y sirven de galerías. Tanto en las torres como en las murallas hay restos de la época romana. El Portal del Puente –antiguo portal de San Miguel–, es elemento arquitectónico que, junto con el puente construido delante, forma un bello y armónico conjunto. Es el portal de entrada a la ciudad y fue construido en el siglo XVIII, una verdadera muestra del arte del Renacimiento. Dos grandes columnas encuadran la arcada de la puerta y sostienen el entablamento, formado por el arquitrabe, en el que se grabó una inscripción, un ático que ostenta el sol, en metal, y el escudo de la ciudad, y un tímpano. El arco es de medio punto y con grandes dovelas. La inscripción dice: «Año del señor 1,805 –año de la inauguración- Reinando el Papa Pío VII, nuestro obispo, Pedro Nolasco, y nuestro rey Carlos IV, los cónsules, con devota voluntad curadores del Municipio, erigieron este monumento».

## Noticias históricas
El 17 de abril de 1303 el vizconde Ramon Folc X y Berenguer de Vilabernat, conciertan hacer unas murallas nuevas y en llevar el agua de Lladurs a Solsona. Comienzan la muralla, dejando fuera el barrio de la Ribera, lo que provocó las protestas del monasterio. El vizconde respondió a las quejas con la fuerza armada, fue condenado y pagó los daños causados, pero la muralla quedó tal como habían hecho. En el año 1590, los cónsules hacen un informe a Felipe II para pedirle que promoviera Solsona a la categoría de capital, poniendo como base la grandeza de sus murallas. La ciudad estuvo amurallada desde el siglo XIV hasta el XVIII. El Portal del Puente se empezó a construir a mediados del siglo XVIII y se terminó en el año 1795, esta fue una época de gran florecimiento de la ciudad, tanto en el campo económico como en el cultural. Se hicieron algunas reformas en la ciudad, para su mejora y embellecimiento tras los desastres sufridos en la guerra de sucesión.
En 1997, con motivo de las obras del proyecto de construcción de viviendas plurifamiliares en el solar núm. 1 de la plaza de Sant Roc de Solsona, se realizó un seguimiento arqueológico de las obras dado que estas afectaban a un sector de las murallas de Solsona. Si bien ninguna parte del nuevo edificio se superpone a la muralla, sí oculta todo su intradós en este sector, y no respeta un espacio de separación. Durante los siglos XIV y XV se llevaron a cabo las obras del segundo recinto amurallado de Solsona mediante piedra y cal, buscando los cimientos sobre el tapado natural. En estos ensanchamientos de la muralla, muchos huertos quedaron incluidos dentro del recinto, sobre todo en los sectores del este y del norte. Toda la zona del norte corresponde al llamado Vall Fred, donde se encuentra el solar de la plaza de San Roque núm. 1. Según A. Llorens (LLORENS, 1986-87), en el lado norte había la llamada Torre Grossa, no detectada en la intervención ya que seguramente fue derribada al construirse las casas de la calle de San Lorenzo. La muralla tenía un grosor de 2 a 3 metros, mientras que en la plaza de San Roque la muralla es de 1'50 metros, no presentando cara interna.

## Uso actual y turismo
El recinto amurallado se ha convertido en uno de los principales atractivos turísticos de Solsona. Los visitantes pueden recorrer los restos de las murallas, disfrutar de las vistas desde los puntos elevados y participar en visitas guiadas que explican la importancia estratégica y defensiva del conjunto. Además, durante la Fiesta Mayor y otras celebraciones locales, el área del recinto amurallado se utiliza como escenario para actividades culturales y recreativas, integrándose plenamente en la vida de la ciudad.

## Galería

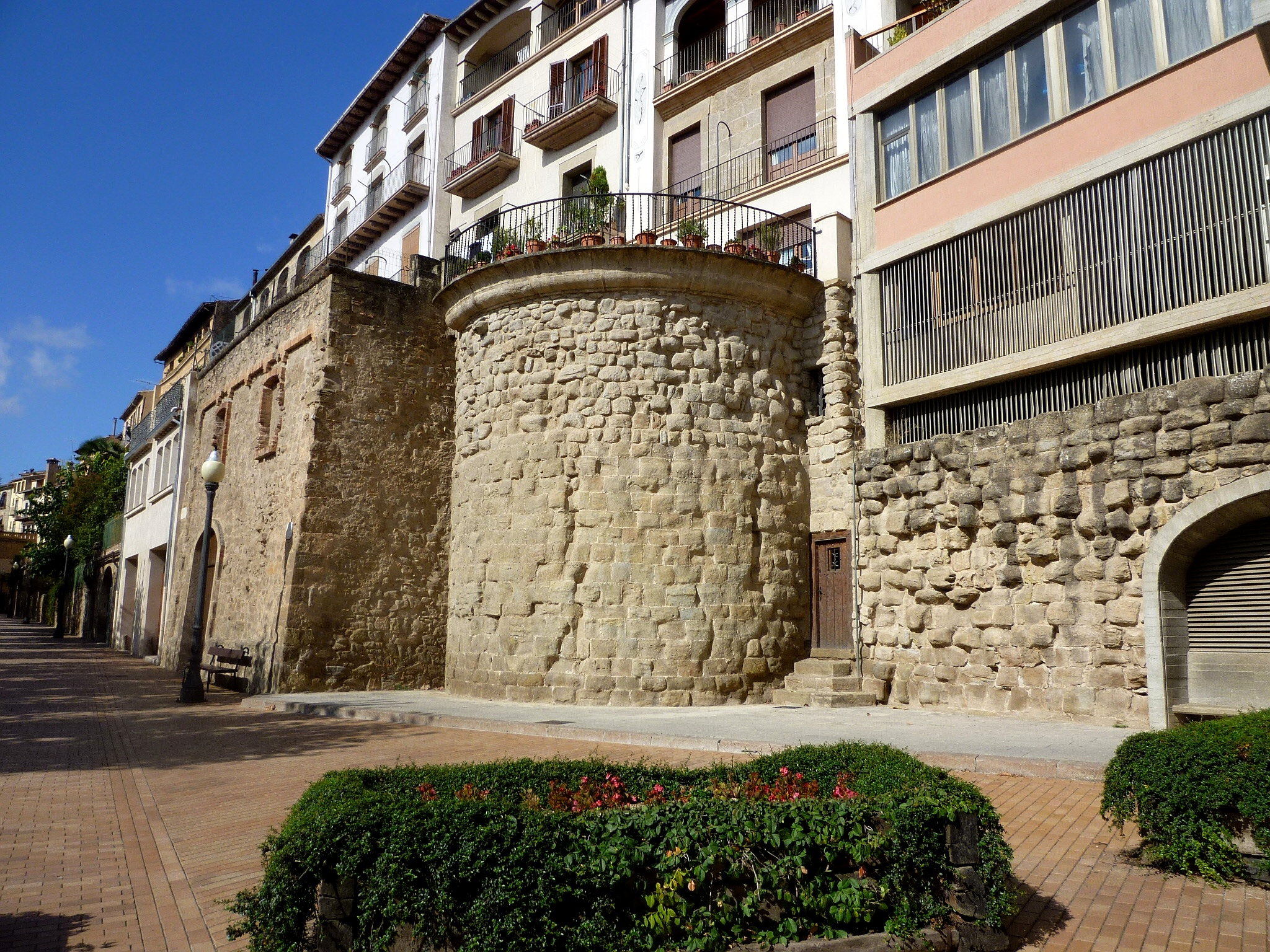
Vall Calent
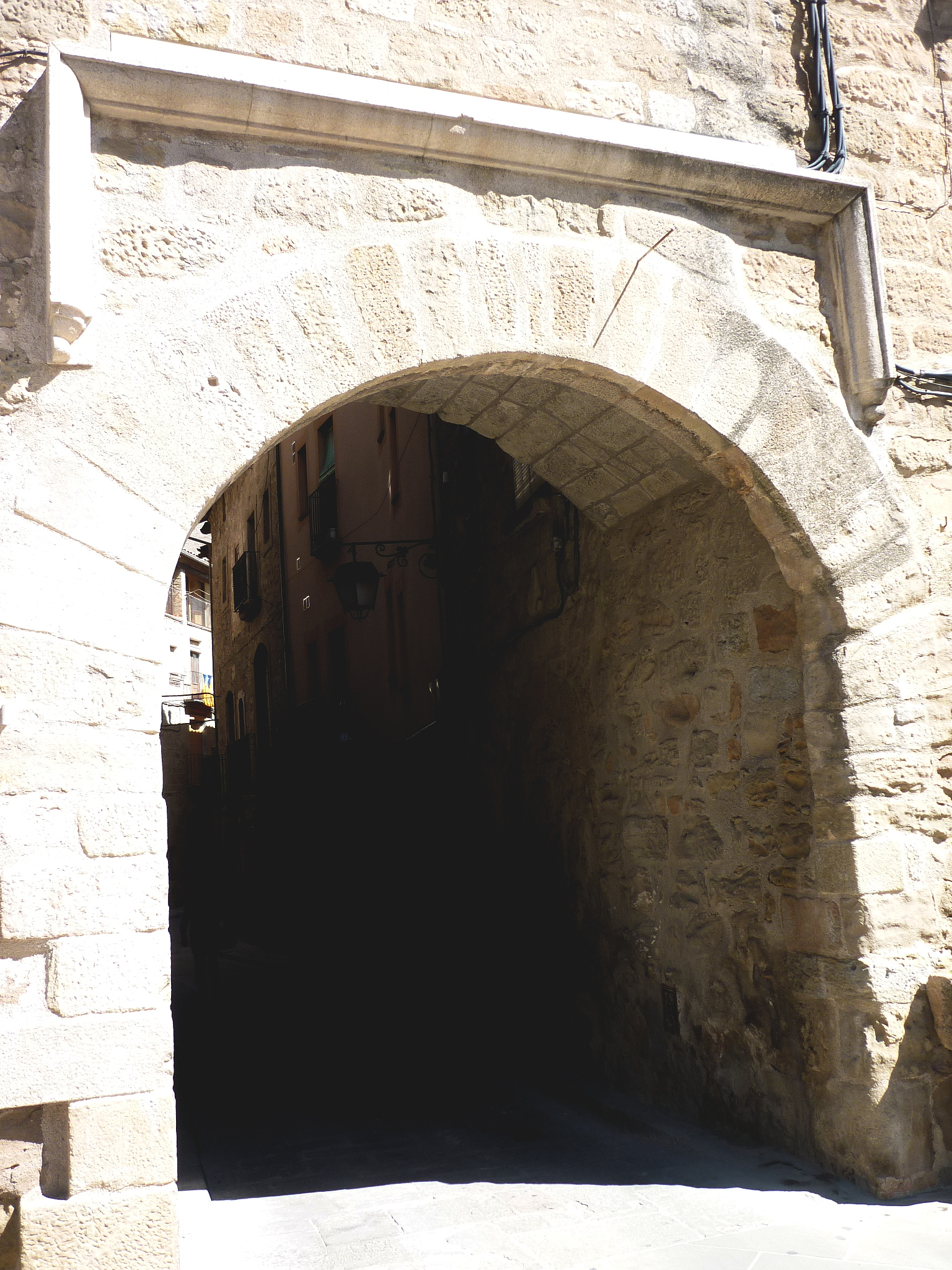
Portal de Llobera
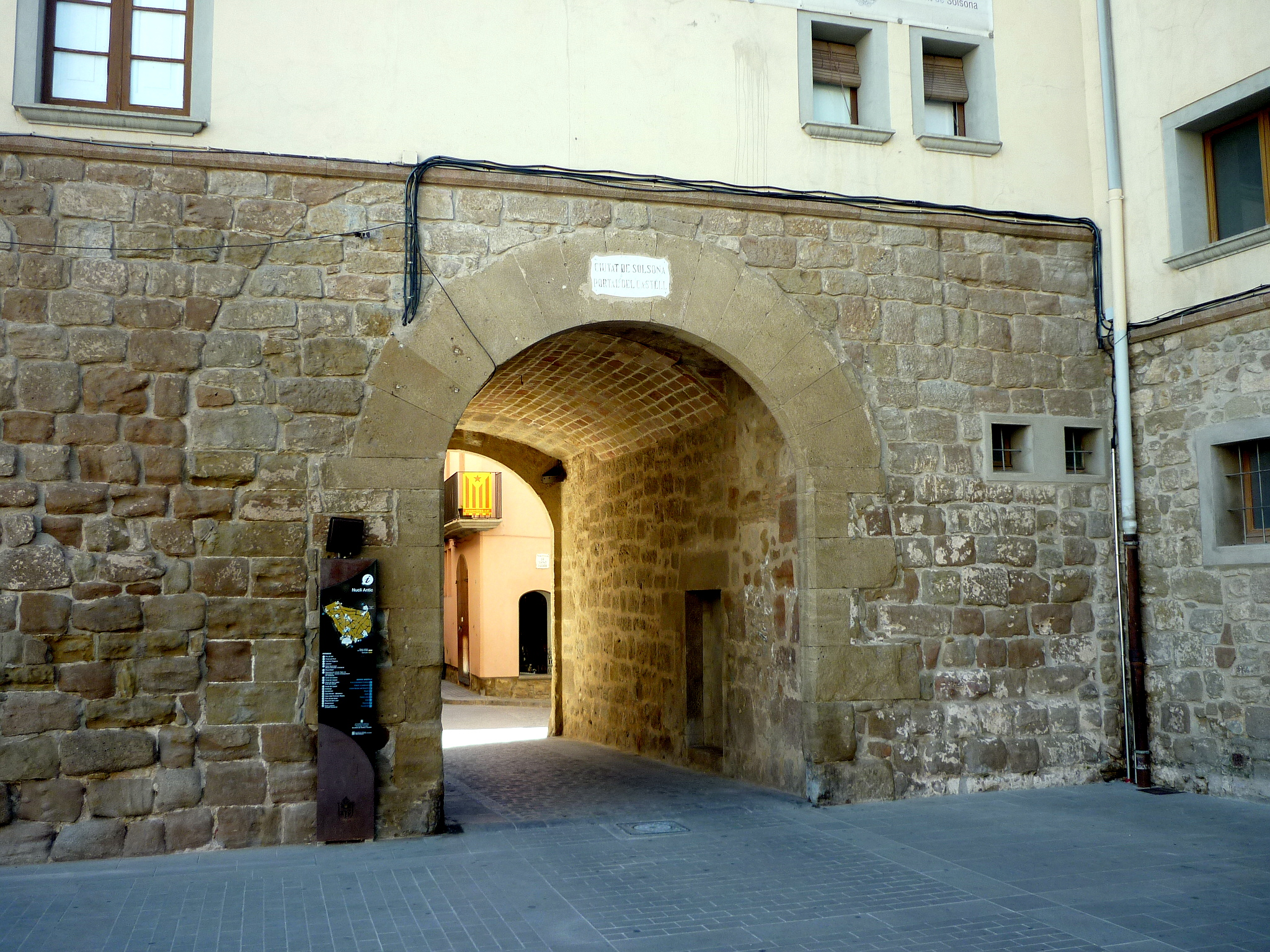
Portal del Castillo
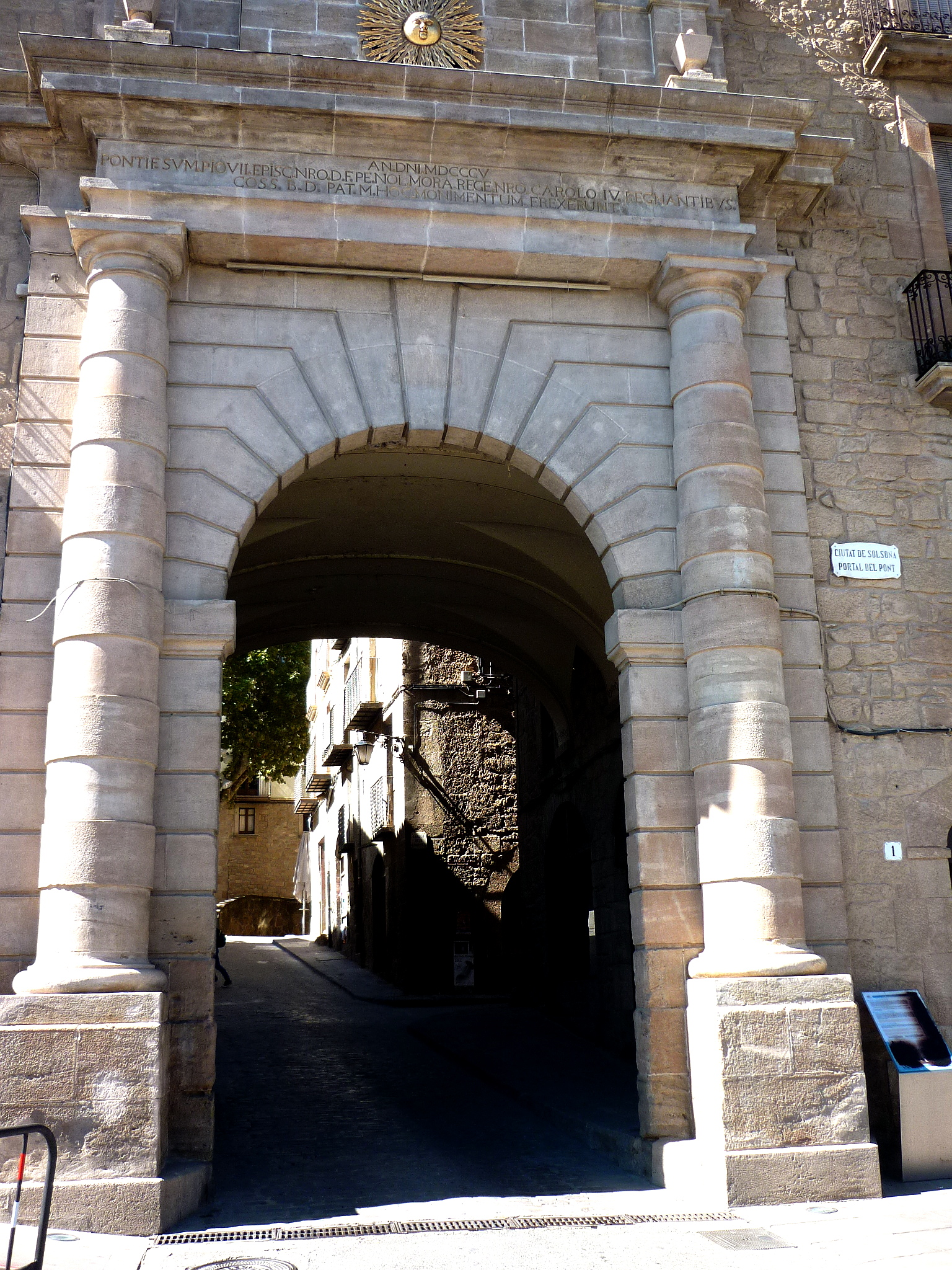
Portal del Puente
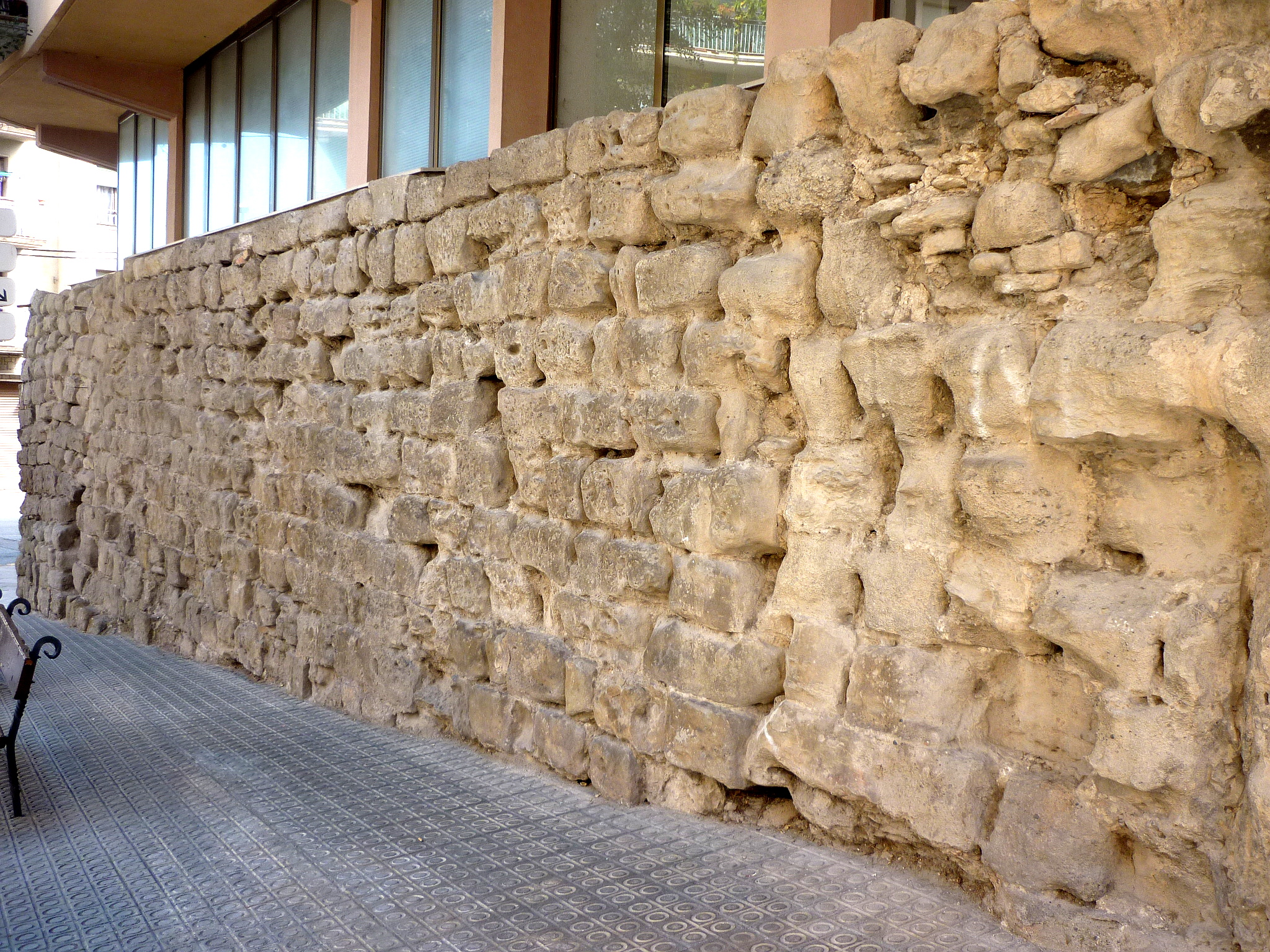
Restos de muralla
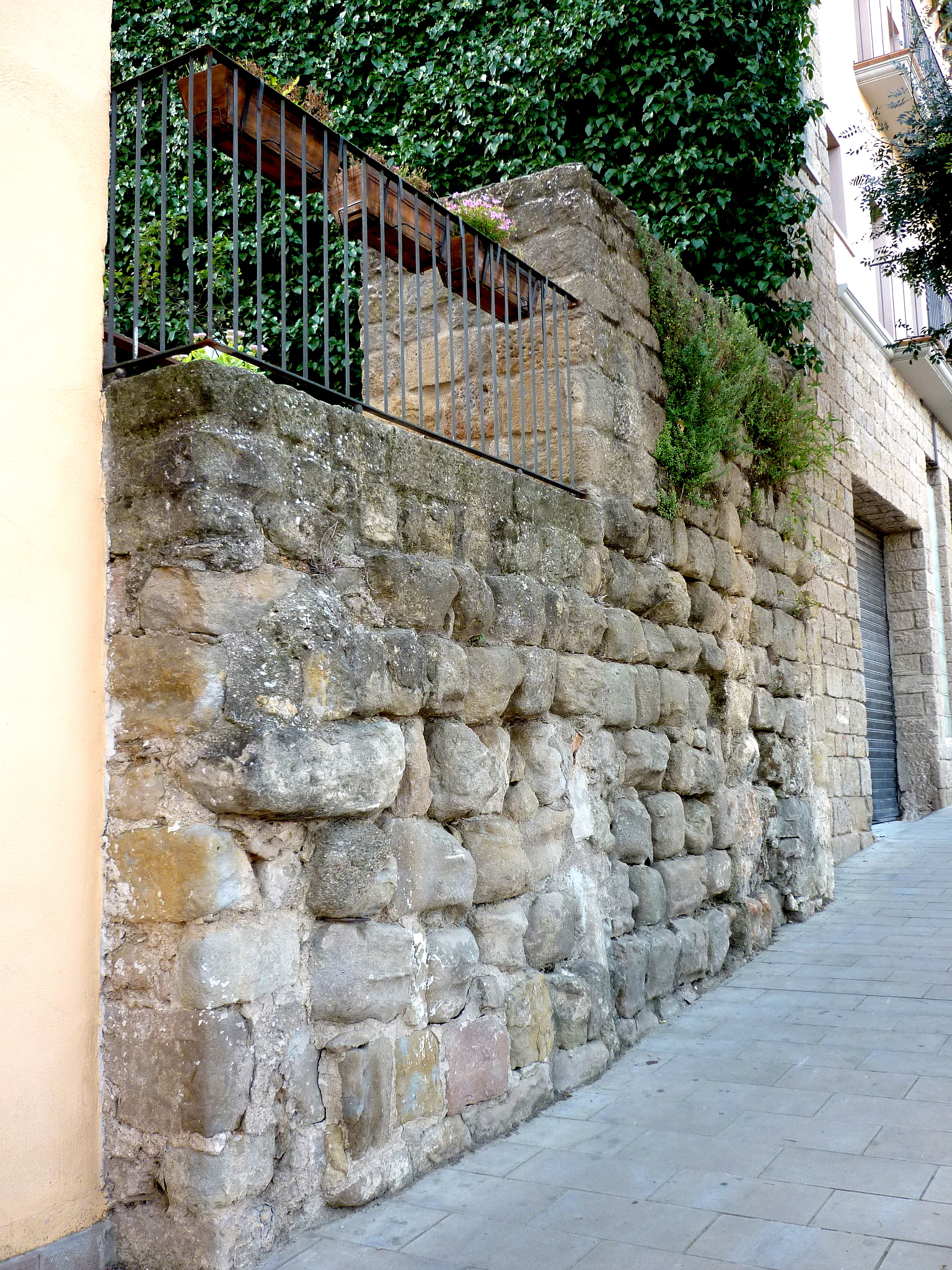
Restos de la muralla